# جايسون مارشال
جايسون مارشال (20 يونيو 1996 - ) (بالإنجليزية: Jason Marshall)‏ هو لاعب كريكت بريطاني.

## وصلات خارجية
- جايسون مارشال على موقع إي آس بي آن كريك إنفو (الإنجليزية)